# Felsengrundel
Die Felsengrundel (Gobius paganellus), erstmals 1758 durch den schwedischen Naturforscher Carl von Linné beschrieben, ist einer der häufigsten Vertreter des Sublitorals und kommt vom östlichen Atlantik, dem Mittelmeer, dem Schwarzen Meer bis hin zum Indischen Ozean und dem Roten Meer vor. Die Felsengrundel gehört innerhalb der Ordnung der Grundelartigen (Gobiiformes) der Familie der Grundeln (Gobiidae) an.

## Morphologie

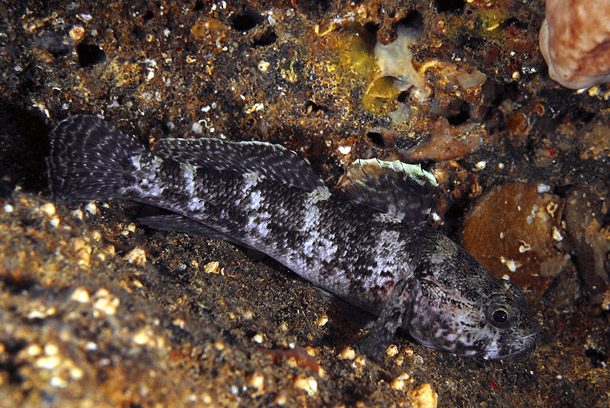
Gobius paganellus

Gobius paganellus ist ein relativ großer Vertreter der Grundeln und kann eine Länge von 48 bis 122 mm bei Männchen und 39 bis 125,3 mm bei Weibchen erreichen. Adulte Tiere weisen eine starke Pigmentierung des hinteren (anterioren) Körperabschnittes auf. Auf der ersten Rückenflosse (Dorsalis) sind zwei horizontale Streifen aus Melanophoren ausgebildet und jeweils ein horizontaler Streifen auf der zweiten Rückenflosse (Dorsalis) und der Afterflosse (Analis). G. paganellus kann ein Alter von bis zu zehn Jahren erreichen.

## Verbreitung
Die Familie Gobiidae stellt die größte Familie mariner Fische dar und spielt eine wichtige Rolle in gemäßigten und tropischen Fischgemeinschaften in Riffen. Die Verbreitung von G. paganellus reicht vom Westen Schottlands bis nach Senegal, einschließlich ozeanischen Inseln, dem Mittelmeer, dem Schwarzen Meer, dem Golf von Akaba und dem Roten Meer. Die Felsengrundel lebt im Sublitoral und seichten Gewässer, wo sie sich Unterschlupf an felsigen Küsten und auf schlammigem und sandigem Untergrund sucht. Es werden Bereiche mit üppiger Vegetation bevorzugt. G.paganellus ist bis zu einer Tiefe von 5 Metern anzutreffen.

## Entwicklung und Lebensweise
Die Gonadenentwicklung beginnt im Oktober und geht in die Laichzeit von Dezember bis März über. G. paganellus weist eine gruppensynchrone Oozytenentwicklung auf. Die Geschlechtsreife der Tiere ist ab einer Länge von 70 mm bei Männchen und 58 mm bei Weibchen erreicht. Die spindelförmigen (fusiformen) und transparenten Eier werden an den Unterseiten flacher Steine oder in Muschelschalen einschichtig abgelegt. Die Männchen spielen bei der Brutfürsorge eine wichtige Rolle und bewachen auch die Gelege verschiedener Weibchen gleichzeitig.
Die 1,60 – 2,20 mm langen und 0,80 – 0,90 mm breiten Eier bringen nach etwa 10 Tagen 3,9 mm große Larven hervor, die einen offenen Anus sowie einen offenen Mund besitzen und damit in der Lage sind, sich direkt nach dem Schlüpfen exogen zu ernähren. Das Eidotter ist dabei schon fast vollständig absorbiert. Die frisch geschlüpften Larven zeigen eine typisch schlanke und längliche Form, mit einer prominenten Schwimmblase. Direkt nach dem Schlüpfen schwimmen die Larven durch spiralförmige Bewegungen an die Wasseroberfläche, wo sie Luft schlucken, um ihre Schwimmblase zu füllen. Dieses Verhalten wird wiederholt, bis sich die Larven in der Wassersäule stabilisieren können.
25 Tage nach dem Schlüpfen beginnen sich die 10,0 – 10,5 mm großen Larven an die benthische Lebensweise anzupassen. Nach 36 Tagen beginnt die Metamorphose zum adulten Fisch bei einer Größe von etwa 14,0 mm. Auch werden jetzt charakteristische Verhaltensweisen eines benthischen Fisches, wie das Springen und das Verstecken im Substrat, erkennbar.

## Ernährung
Gobius paganellus ernährt sich hauptsächlich von Makrozoobenthos, wie Krebstieren (Crustacea), darunter auch größere Amphipoden, Isopoden sowie kleinere Krebse, und Polycheaten.

## Systematik
Gobius paganellus gehört innerhalb der Familie der Gobiidae zu der Gattung Gobius. Die Felsengrundel gehört zu der Ordnung der Grundelartigen (Gobiiformes) und der Klasse der Strahlenflosser (Actinopterygii).